# Hilda Borgström

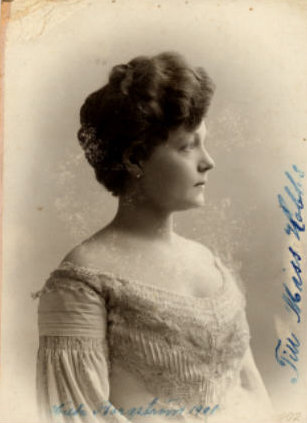
Hilda Borgström (1901)

Hilda Teresia Borgström (* 13. Oktober 1871 in Stockholm; † 2. Januar 1953 ebenda) war eine schwedische Schauspielerin.

## Leben und Karriere
Hilda Borgström zählte zu den erfolgreichsten schwedischen Schauspielerinnen ihrer Generation, nachdem sie ursprünglich als Balletttänzerin an der Königlichen Oper ihrer Heimatstadt Stockholm ausgebildet worden war. Sie wechselte jedoch schon um 1890 zur Schauspielerei über. In der Folge feierte sie zahlreiche Theatererfolge und war unter anderem in Hauptrollen am Königlich Dramatischen Theater zu sehen. Bereits 1912 drehte Borgström ihren ersten Film und wurde auch hier zu einer populären Darstellerin des frühen schwedischen Kinos. Sie spielte unter anderem die Hauptrollen in Victor Sjöströms einflussreichen Stummfilmen Ingeborg Holm (1913) und Der Fuhrmann des Todes (1921).
Hilda Bergström zog sich im Jahr 1938 von den Theaterbühnen zurück, nachdem sie zunehmend starkes Lampenfieber entwickelt hatte. Danach konzentrierte sie sich ausschließlich auf ihre Tätigkeiten als Schauspiellehrerin an der Dramatens elevskola sowie auf ihre Filmauftritte. Insgesamt spielte sie bis 1949 in über 80 Filmen, wobei sie wegen ihres Alters ab den 1930er-Jahren vor allem in Nebenrollen in Erscheinung trat. Sie war unter anderem neben Ingrid Bergman in Das Gesicht einer Frau (1938) zu sehen und spielte in mehreren Frühwerken des Regisseurs Ingmar Bergman. Sie fungierte ebenfalls 1941 als Erzählerin des Kurzfilmes Tomten, basierend auf Viktor Rydbergs Gedicht Tomten, der jedes Jahr zu Weihnachten im schwedischen Fernsehen wiederholt wird.
Hilda Borgström war niemals verheiratet, hatte allerdings eine Tochter. Sie starb 1953 im Alter von 81 Jahren in Stockholm.

## Auszeichnungen
- Für ihre Schauspielkarriere wurde Borgström vom schwedischen Königshaus mit dem Orden Litteris et Artibus geehrt.
- Sie wurde am 30. April 1936 von König Christian X. von Dänemark mit der dänischen Verdienstmedaille Ingenio et arti ausgezeichnet.[1]

## Filmografie (Auswahl)
- 1912: Ett hemligt giftermål
- 1913: Ingeborg Holm
- 1917: Søster Karin
- 1921: Der Fuhrmann des Todes (Körkarlen)
- 1925: Die Kameliendame (Damen med kameliorna)
- 1938: Das Gesicht einer Frau (En kvinnas ansikte)
- 1941: Tomten
- 1944: Die Hörige (Hets)
- 1946: Das Mädchen vom Germundshof (Driver dagg faller regn)
- 1948: Eva
- 1948: Sündige Liebe (Banketten)
- 1948: Musik im Dunkeln (Musik i Mörker)
- 1949: Flickan från tredje raden